# Gmina Markowa
Die Gmina Markowa ist eine Landgemeinde im Powiat Łańcucki der Woiwodschaft Karpatenvorland in Polen. Ihr Sitz ist das gleichnamige Dorf mit etwa 4100 Einwohnern.

## Geographie
Die Gemeinde hat eine Flächenausdehnung von 68,5 km², davon werden 71 Prozent land- und 22 Prozent forstwirtschaftlich genutzt.

## Geschichte
Von 1975 bis 1998 gehörte die Gemeinde zur Woiwodschaft Rzeszów.

## Gliederung
Die Landgemeinde gliedert sich in drei Dörfer mit Schulzenämtern (sołectwa): Husów, Markowa und Tarnawka.